# Rozgrywając królem
Rozgrywając królem (ang. To Play the King) – angielski miniserial emitowany przez telewizję BBC w czterech odcinkach od 21 listopada do 12 grudnia 1993 r. Jest to adaptacja powieści Ograć króla autorstwa Michaela Dobbsa, polityka brytyjskiej Partii Konserwatywnej, oraz kontynuacja serialu Dom z kart z 1990 r. W Polsce Rozgrywając królem wyemitował kanał Ale Kino+ od 23 do 30 września 2013 r. w dwóch dwuodcinkowych blokach.

## Fabuła
Nowo koronowany król Wielkiej Brytanii (Michael Kitchen) jest niezadowolony z urzędującego premiera z Partii Konserwatywnej, Francisa Urquharta (Ian Richardson), i angażuje się w politykę na niespotykaną dla brytyjskich monarchów skalę. Król krytykuje zwłaszcza politykę społeczną premiera. Urquhart podejmuje pełną intryg grę o utrzymanie się przy władzy, próbując zdyskredytować władcę i pokonać oponentów w obliczu nadchodzących wyborów parlamentarnych.

## Nominacje i nagrody
Rozgrywając królem otrzymało w 1994 r. cztery nominacje do telewizyjnych nagród BAFTA: dla najlepszego aktora (Ian Richardson i Michael Kitchen), za montaż i muzykę, zwyciężając w tej ostatniej kategorii.